# Економска и социјална комисија Уједињених нација за Азију и Пацифик
Економска и социјална комисија за Азију и Пацифик, УНЕСКАП или ЕСКАП, (енгл. United Nations Economic and Social Commission for Asia and the Pacific, UNESCAP, ESCAP), са седиштем у Бангкоку, Тајланд, регионални је огранак Секретаријата Организације уједињених нација за азијски и пацифички регион.
Основана је 1947. године (тада као Економска комисија ОУН за Азију и Далеки исток — ЕКАФЕ) с циљем подстицања економске сарадње између држава чланица. Назив је промењен 1974. године. То је један од пет регионалних комисија на основу административних директива из седишта Организације уједињених нација. ЕСКАП има 53 државе чланице и девет придружених чланова, а извештаје подноси Економском и социјалном савету (ЕКОСОЦ). Поред земаља у Азији и Пацифику, укључује и Француску, Холандију, Велику Британију и Сједињене Државе.

## Чланице
| Ангола · Јерменија · Азербејџан · Бангладеш · Бутан · Брунеји · Бурма · Камбоџа · Кина · Источни Тимор · Фиџи · Француска · Грузија · Индија · Иран · Јапан · Казахстан · Кирибати · Киргистан · Лаос · Малезија · Малдиви · Маршалска Острва · Микронезија · Монголија | Науру · Непал · Холандија · Нови Зеланд · Пакистан · Палау · Папуа Нова Гвинеја · Филипини · Русија · Самоа · Сингапур · Соломонска Острва · Јужна Кореја · Шри Ланка · Таџикистан · Тајланд · Тонга · Турска · Туркменистан · Тувалу · Уједињено Краљевство · САД · Узбекистан · Вануату · Вијетнам |

## Придружене чланице
Америчка Самоа
 Кукова острва
 Француска Полинезија
 Гуам
 Хонг Конг
 Макао
 Нова Каледонија
 Нијуе
 Северна Маријанска Острва

## Локације
- Конференцијски центар Организације уједињених нација